# Division 1 i amerikansk fotboll 1996
Division 1 var den näst högsta serien i amerikansk fotboll för herrar i Sverige 1996. Serien var uppdelad i två serier, norra och södra, där vinnarna fick kvala mot de två sämsta Superserielagen. Vinst gav 2 poäng, oavgjort 1 poäng och förlust 0 poäng.

## Norra
Serien spelades i form av två konferenser men med gemensam tabell. Lagen möttes i dubbelmöten i den egna konferensen och i enkelmöten mellan konferenserna. 

### Serieindelning
| Lag                 | Konferens | Lag                    | Konferens |
| ------------------- | --------- | ---------------------- | --------- |
| Arlanda Jets        | Norra     | Carlstad Crusaders     | Södra     |
| Luleå Eskimos       | Norra     | Norrköping Panthers    | Södra     |
| Roslagen Bulldogs   | Norra     | Nyköping Baltic Beasts | Södra     |
| Tyresö Royal Crowns | Norra     | Västerås Roedeers      | Södra     |

|   | Lag                    | SM | V | O | F  | GP  | IP  | Poäng |
| - | ---------------------- | -- | - | - | -- | --- | --- | ----- |
| 1 | Arlanda Jets           | 10 | 9 | 0 | 1  | 443 | 141 | 18    |
| 2 | Västerås Roedeers      | 10 | 8 | 0 | 2  | 332 | 213 | 16    |
| 3 | Carlstad Crusaders     | 10 | 7 | 0 | 3  | 276 | 141 | 14    |
| 4 | Nyköping Baltic Beasts | 10 | 5 | 0 | 5  | 184 | 147 | 10    |
| 5 | Tyresö Royal Crowns    | 10 | 4 | 0 | 6  | 171 | 201 | 8     |
| 6 | Norrköping Panthers    | 10 | 4 | 0 | 6  | 165 | 273 | 8     |
| 7 | Roslagen Bulldogs      | 10 | 3 | 0 | 7  | 138 | 233 | 6     |
| 8 | Luleå Eskimos          | 10 | 0 | 0 | 10 | 78  | 418 | 0     |

Färgkoder:
     – Kvalspel.

     – Nedflyttning.

- Då Gefle Red Devils drog sig ur Superserien innan start behövde vinnaren inte kvala
- Solna Chiefs valde att gå ner en division efter säsongen vilket ledde till att tvåan i norra serien också flyttades upp utan kval.

## Södra
Serien spelades i form av två konferenser men med gemensam tabell. Lagen möttes i dubbelmöten i den egna konferensen och i enkelmöten mellan konferenserna. Eftersom Helsingborg drog sig ur och lagen spelade olika antal matcher fick tabellen avgöras med vinstprocent.
|   | Lag                       | SM | V | O | F | GP  | IP  | Poäng | %   |
| - | ------------------------- | -- | - | - | - | --- | --- | ----- | --- |
| 1 | Halmstad Eagles           | 8  | 8 | 0 | 0 | 319 | 13  | 16    | 100 |
| 2 | Lidköping Lakers          | 9  | 7 | 0 | 2 | 143 | 119 | 14    | 78  |
| 3 | Karlskoga Wolves          | 9  | 5 | 0 | 4 | 155 | 151 | 10    | 56  |
| 4 | Lund Vikings              | 8  | 4 | 0 | 4 | 148 | 107 | 8     | 50  |
| 5 | Skövde Dukes              | 9  | 4 | 0 | 5 | 181 | 195 | 8     | 44  |
| 6 | Majorna Mustangs          | 8  | 2 | 0 | 6 | 95  | 198 | 4     | 25  |
| 7 | Uddevalla Ravens          | 9  | 0 | 0 | 9 | 75  | 233 | 0     | 0   |
| - | Helsingborg Westcoasters* | -  | - | - | - | -   | -   | -     | -   |

Färgkoder:
     – Kvalspel.

     – Nedflyttning.

- Helsingborg Westcoasters drog sig ur

## Kval
- 9/7 Halmstad Eagles - Örebro Black Knights  19-27